# Ågrenska
A Ågrenska (PRONÚNCIA APROXIMADA ôgrênska; TRANSLITERADO Agrenska) é um centro de competência nacional sueco para doenças raras, sediado na ilha Lilla Amundön, perto de Askim, imediatamente a sul da cidade de Gotemburgo. É uma instituição particular de solidariedade social sem fins lucrativos, integrada no sistema público da saúde, gerido pela Direção-Geral da Saúde e Segurança Social (Socialstyrelsen). Está vocacionada para apoiar famílias com crianças portadoras de doenças pouco frequentes, tais como a amiotrofia muscular espinhal, o síndrome de Marfan e o síndrome de Ehlers-Danlos.
Foi recentemente assinado um acordo de cooperação entre a Ågrenska e a Raríssimas, Casa dos Marcos, de Portugal, aquando da visita do ministro Vieira da Silva e de Paula Brito da Costa àquele país em 2017.